# 布隆迪簽證政策
所有前往布隆迪的访客，除非他们来自下面提到的免签证国家之一，否则必须在进入该国之前从其中一个布隆迪驻外机构处获得签证。2015年4月30日前通过布琼布拉国际机场进入布隆迪的所有国家的公民都可以在抵达时申请落地签。在那之后，他们需要提前获得签证。2015年10月，布隆迪宣布外国游客可再次在布琼布拉机场获得3个月的落地签，但必须在入境时提供布隆迪当局签发的入境授权书。

## 签证政策地图

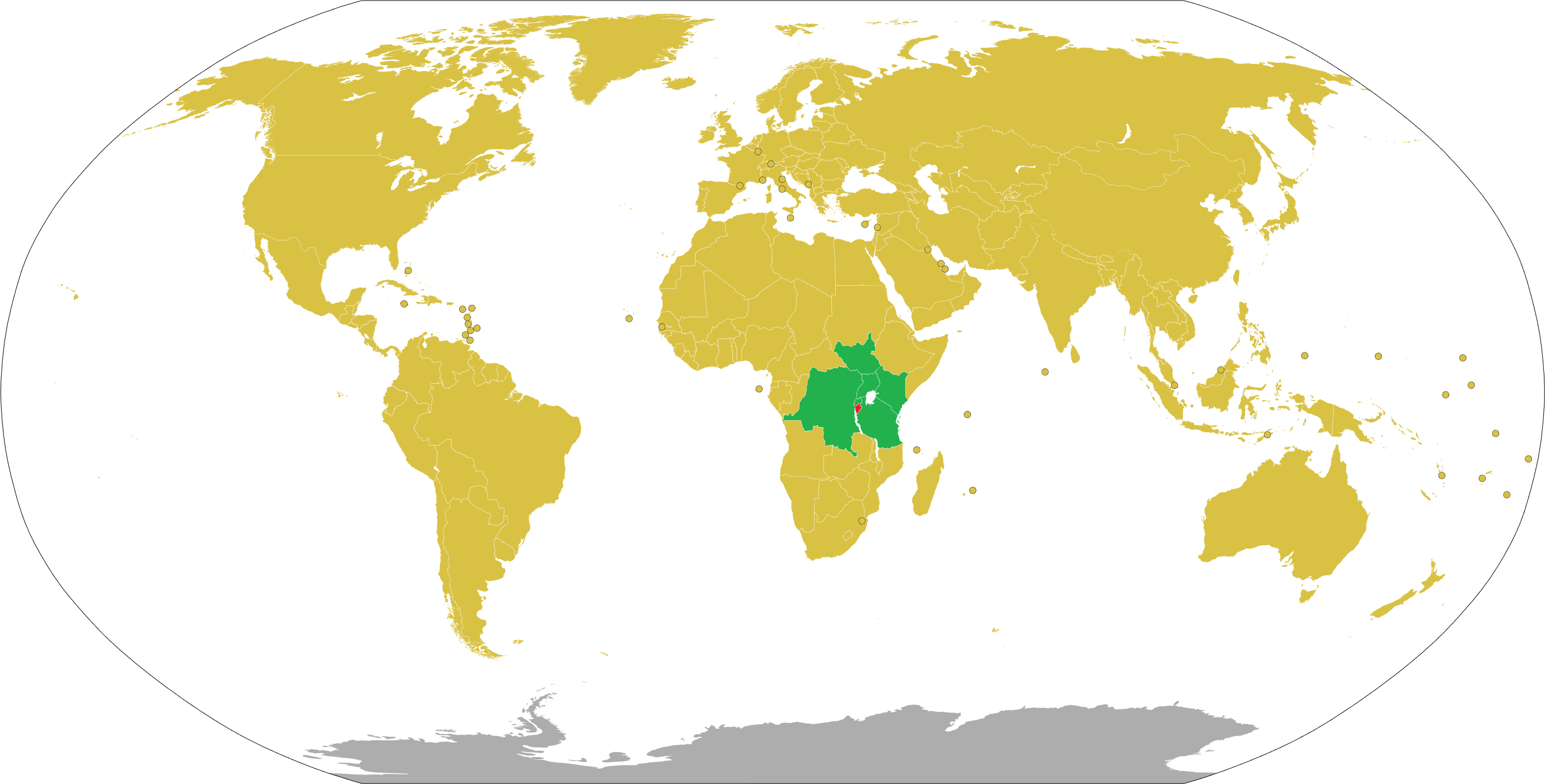
布隆迪签证政策
布隆迪
免签
落地签或电子签

## 免签

### 普通护照
以下6个国家的公民可以在没有签证的情况下访问布隆迪最多3个月：
| - 刚果民主共和国1 - 卢旺达1 - 南蘇丹 - 坦桑尼亚 - 乌干达 |

1 –也适用于大湖国家经济共同体的通行证持有人。

### 非普通护照
土耳其外交护照持有人以及巴西， 中国和俄罗斯的外交和公务护照不需要签证。 
中国因公护照持有人不需要签证。

### 未来改变
2019年1月与阿联酋签署了签证豁免备忘录，但尚未生效。
布隆迪于 2024 年 7 月 19 日与乍得签署了外交、公务和普通护照持有人免签证协议，该协议尚未生效。

## 落地签
其他国家和地区的公民可以在抵达布琼布拉国际机场 （Melchior Ndadaye） 或所有陆地边境时获得签证，最长停留 1 个月。

## 电子签
其他国家和地区的公民也可以获得在线签证。

## 过境免签
持有确认前往第三国航班机票的乘客。他们必须留在机场的国际过境区，并有下一个目的地所需的文件。